# Celloconcert (Elgar)
Het Celloconcert in e mineur (opus 85) was het laatste grote werk van de componist Edward Elgar. Het werk is van groot belang in het repertoire van muziek voor de cello.

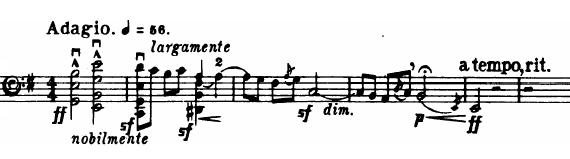
De opening voor de solo cello in het celloconcert van Elgar

## Geschiedenis
Het celloconcert werd geschreven tijdens de zomer van 1919 in zijn afgezonderd gelegen tuinhuisje genaamd "Brinkwells", waar hij tijdens de Eerste Wereldoorlog 's nachts vanuit Frankrijk het gerommel van artillerie kon horen. In 1918 onderging Elgar een operatie om zijn amandelen te laten verwijderen, wat een gevaarlijke operatie was voor iemand van zestig jaar. Terwijl hij bij bewustzijn kwam, vroeg Elgar om papier en een pen, waarop hij het eerste thema voor het celloconcert schreef. Zijn echtgenote had in die tijd het huis "Brinkwells" op het platteland gehuurd, vlakbij Fittleworth in Sussex, van de schilder Rex Vicat Cole, in een poging om te herstellen van hun gezondheidsproblemen. In 1918 schreef Elgar drie goed ontvangen kamermuziekwerken: de vioolsonate in e-klein, het pianokwintet in a-klein en het strijkkwartet in e-klein. Na de première van deze drie stukken in de lente van 1919 begon Elgar aan het schrijven van het celloconcert. Sommige fragmenten tonen opmerkelijke overeenkomsten met Edward MacDowells Romance voor cello en orkest Op. 35 uit 1888.
De première in de Queen's Hall in Londen werd verzorgd door de solist Felix Salmond op 27 oktober 1919 met het London Symphony Orchestra en Elgar, die zelf dirigeerde. De première verliep slecht doordat Albert Coates, de andere dirigent van het concert, zoveel repetitietijd in beslag nam voor zijn eigen stukken, dat het orkest te weinig repetitietijd had voor Elgars celloconcert. Het concert werd dat jaar niet meer uitgevoerd in Londen. De dood van zijn vrouw een paar maanden later deed Elgar besluiten te stoppen met componeren.
Aan dit concert is in het bijzonder de naam verbonden van de celliste Jacqueline du Pré (1945-1987). Zij heeft het bijzonder vaak uitgevoerd en maakte voor EMI twee opnamen (met de dirigenten John Barbirolli en Daniel Barenboim), die interpretatief nog steeds gelden als normbepalend.

## Het celloconcert
Het concert bestaat uit vier delen:
1. Adagio — Moderato
2. Lento — Allegro molto
3. Adagio
4. Allegro — Moderato — Allegro, ma non troppo — Poco più lento — Adagio

Het stuk stond voor Elgar voor de angst, wanhoop en desillusie die hij voelde na het einde van de Eerste Wereldoorlog. Het werk geeft een innige kijk op de dood en de sterfelijkheid van de mens weer. De stijl van het werk is compleet verschillend van eerdere werken van Elgar.
Het concert opent met een dramatisch stuk voor de solo cello, gevolgd door een korte cadenza. De altviolen introduceren hierop het hoofdthema, dat daarna overgenomen wordt door de solo cello, die het nóg dramatischer maakt. Het orkest herhaalt weer, en de cello brengt het finale stuk naar voren. De solo cello speelt hierop een aantal prachtige pizzicato arpeggio's die wegvloeien. Een kleine cadenza volgt weer. Hierna volgt het slot, dat gelijk overgaat in het lichtere tweede deel.
Het tweede deel brengt een heel stuk meer hoop in het concert, met veel zestiende noten. Het tweede deel is een stuk vrolijker.
Het derde deel begint en eindigt met een melodie voor het gehele orkest, maar deze valt uiteen voor de solo cello. Een thema loopt door het gehele deel, wat een nostalgisch effect creëert.
Het derde deel loopt gelijk door in het vierde, waardoor een duidelijk contrast ontstaat tussen het lieflijke van het derde deel, in het meer rebelse vierde deel. Het hoofddthema van het vierde deel is statig, maar krijgt wat minder hiervan mee door het wisselen van toonsoorten. Tegen het einde van het celloconcert verlaagt het tempo in een piu lento deel alwaar een nieuw thema verschijnt. Aan het einde van het vierde deel wordt de opening van het eerste deel weer gespeeld, met wat kleine aanpassingen. Dit vloeit door in de herhaling van het hoofddthema van het vierde deel, wat het celloconcert besluit.